# David Koven
David Koven (n. David Cohen; n. 30 decembrie 1955, Oujda, Maroc) este un cântăreț francez, cunoscut pentru melodia „Samba Maria”, care a ocupat poziții fruntașe în clasamentele din țările francofone.

## Carieră
Și-a început cariera în anii 1980, iar stilul său a oscilat între muzica latino-americană și cea braziliană, cu titluri precum Samba Maria și Africa, funk și muzică soul cu single-uri precum Marvin în tribut lui Marvin Gaye și Bord à board.
În 1997, s-a mutat la Los Angeles și a înregistrat acolo Double Dave, un album în limba engleză, în colaborare cu producătorul și cântărețul David Cochran.
În 2003, firma EMI France a rupt contractul cu el. În 2005, a revenit la activitatea sa artistică cu o serie de concerte și înregistrarea unui album Koven is Back, ale cărui versuri au fost cele mai multe scrise de Michel Deshays. De pe acest album se remarcă piesa Another Me Even cu gazda de televiziune Laurence Boccolini.
În 2007, un accident grav de motocicletă l-a ținut departe de muzică timp de trei ani. A lansat un nou album în 2012, intitulat Jazz Mood.

## Discografie

### Albume
- Jade 1983
- Été torride 1985
- Soul 1988
- David Koven 1991
- Changer d'air 1993
- Si c'était à refaire 1994 (compilation)
- Nouveau Monde 1996
- Double Dave - In the Box 1998
- L'Essentiel 2003  (compilation)
- Koven is Back 2006
- Jazz Mood 2012

### Single-uri
- Samba Maria 1983
- Charlie turquoise 1983
- American Dream 1985
- Afrique 1985
- Ne me dis rien 1986
- Eté torride 1987
- Marvin 1988 (hommage à Marvin Gaye)
- Besoin de musique (single promotionnel) 1988
- Elle danse 1989
- Petit Frère / Solitude à deux 1991
- Bord à bord 1991
- Changer d'air 1993
- Amélie 1993
- Le Sel 1996